# 桐花章
桐花章（日语：／ Tōka shō */?），日本勳章的一種。階級只有桐花大綬章一種，地位低於大勳位菊花大綬章，高於旭日大綬章與瑞寶大綬章。1888年1月4日制定，2003年11月3日修訂。

## 概要
在1888年，旭日章最高等的勳章是勳一等旭日桐花大綬章。但是2003年隨著榮典制度的徹底改革，定義為「桐花大綬章是授與旭日大綬章和瑞寶大綬章的授與者中勳績及功勞特別優秀者」（勳章制定條件第4條第1項），2003年11月3日以後，正式從旭日章獨立出來。
日本國憲法施行後，旭日桐花大綬章是授與曾經擔任內閣總理大臣、眾議院議長、參議院議長、以及最高法院院長等三權（三權分立）的長官（不須具有特別功績）。
同時也能給予取得特別功績的實業家，可以說是實際給予民間人士的最高勳章。也可以授與成年的皇族男性中擁有王的身分的人，但在現在的憲法下並沒有實際例子（授與親王大勳位菊花大綬章）。

## 勳章設計
勳章設計繼承旭日桐花大綬章，以日章為中心，內圈為紅色的八角型及外圈為白色的四角行光芒（旭光）的旭日章，四周圍繞著12圈個桐花。「鈕」採用桐花的花葉。「綬」為紅底搭配雙白線。

## 受章者
※年月日為受章日。
- 山口繁（最高法院院長）2005年4月29日

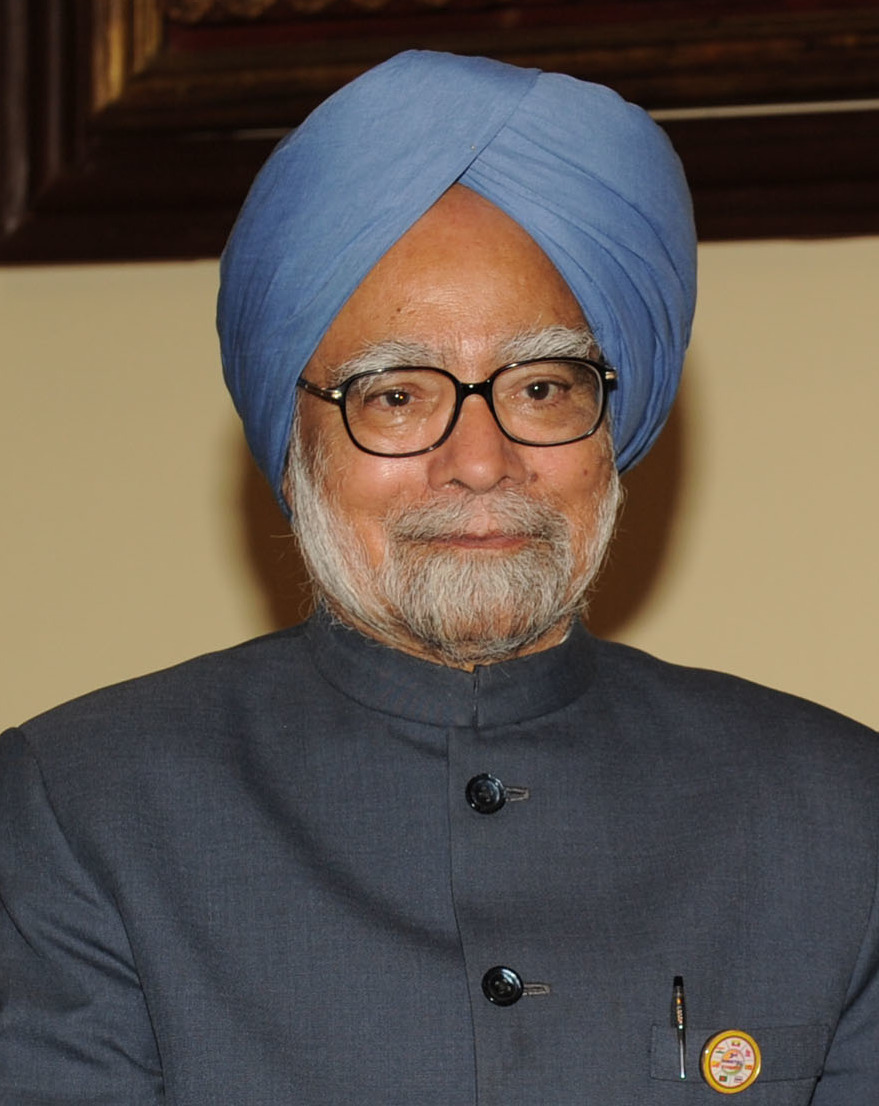
印度总理曼莫汉·辛格

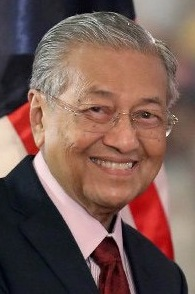
马来西亚第四任及第七任首相马哈迪·莫哈末

- 村山富市（內閣總理大臣）2006年4月29日
- 平岩外四（經濟團體連合會會長）2006年11月3日
- 豐田章一郎（經濟團體連合會會長）2007年11月3日 ※從勳一等旭日大綬章升等
- 町田顯（最高法院院長）2007年11月3日
- 倉田寬之（參議院院長）2008年4月29日
- 井上裕（參議院院長）2008年6月22日 ※追贈、從二位，從勳一等旭日大綬章升等
- 沃爾特·蒙代爾（美國駐日大使）2008年11月3日
- 霍華德·貝克（美國駐日大使）2008年11月3日
- 綿貫民輔（眾議院議長）2010年4月29日
- 島田仁郎（最高裁判所長官）2010年4月29日
- 扇千景（參議院院長）2010年11月3日 ※旭日大綬章升等。首位女性受章者。
- 海部俊樹（內閣總理大臣）2011年4月29日頒令，同年6月24日頒布
- 丹尼爾·井上（美國參議院臨時議長）2011年4月29日頒令，同年6月24日頒布※從勳一等旭日大綬章升等
- 河野洋平（眾議院議長） 2011年11月3日
- 西岡武夫（參議院議長）2011年11月5日※追贈、從二位
- 羽田孜（內閣總理大臣）2013年4月29日
- 曼莫汉·辛格（印度总理）2014年11月3日※首位亞洲國家領導人受章者。
- 町村信孝（參議院議長）2015年6月1日※追贈、從二位
- 竹崎博光（最高裁判所長官）2015年11月3日
- 江田五月（參議院議長）2016年11月3日
- 森喜朗（內閣總理大臣）2017年4月29日
- 齋藤十朗（參議院議長）2018年11月3日
- 今井敬（經濟團體聯合會會長）2018年11月3日
- 马哈迪·莫哈末（马来西亚首相）2018年11月3日[2][3][4][5]
- 寺田逸郎（日语：寺田逸郎）（最高裁判所長官）2019年5月21日[6]
- 伊達忠一（参議院議長）2019年11月3日[7][8][9]

## 外部連結
- （日語）日本の勲章・褒章